# Cristina Alberdi Alonso
Cristina Alberdi Alonso   (Los Rosales, 22 de febrer de 1946 - Madrid, 27 de juny de 2024) fou una política i advocada andalusa que fou Ministra d'Assumptes Socials de l'últim govern presidit per Felipe González.

## Biografia
Va néixer el 22 de febrer de 1946 al caseriu de Los Rosales, situat al municipi de Sevilla. Va estudiar dret a la Universitat de Madrid i es dedicà a l'advocacia al Col·legi d'Advocats de Madrid, esdevenint vocal del Consell General del Poder Judicial entre 1985 i 1990.

## Activitat política
Membre del Partit Socialista Obrer Espanyol des de l'any 1995, l'any 1993 fou nomenada Ministra d'Assumptes Socials en l'últim govern presidit per Felipe González, càrrec que va desenvolupar fins al final de la legislatura.
En les eleccions generals de 1996 fou escollida diputada al Congrés per la província de Màlaga, en les eleccions de 2000 fou reelegida en aquest cas per la circumscripció de Madrid. Expresidenta de la Federació Socialista de Madrid, l'any 2003 va abandonar el PSOE per la seva oposició a la signatura del Pacte del Tinell entre el PSC i ERC per governar la Generalitat de Catalunya, i sense abandonar el seu escó al Congrés passà al Grup Mixt.
Havia estat presidenta del Consell Assessor de l'Observatori contra la Violència de Gènere de la Comunitat de Madrid, nomenada personalment per Esperanza Aguirre i s'havia mostrat contrària a l'Estatut d'Autonomia de Catalunya de 2006 i a la negociació amb ETA, adoptant unes posicions polítiques pròximes a les del Partit Popular.